# 분얼

이 보리 식물은 분얼 단계에 있다.

분얼(分蘖, 분얼지, 가지벌이, tiller)은 화본식물에 의해 생산된 줄기이며, 초기 모체의 씨앗에서 자라난 후에 자라나는 모든 싹을 가리킨다. 분얼은 세분화되어 있으며 두 부분으로된 잎을 가지고 있다. 분얼은 식물 번식에 관여하지만 경우에 따라 종자 생산에도 관여한다.
분얼(tillering)은 옆에 줄기를 만들어내는 것을 지칭하며, 벼과의 수많은 종들이 보이는 특징이다. 이러한 특징 덕에 하나의 씨앗에서 수많은 줄기를 만들어낼 수 있으며, 줄기 다발에서 수많은 씨앗이 열린다. 분얼 비율은 토양의 수분 상태에 크게 영향을 받는다. 토양의 수분이 많으면 뿌리가 옆으로 빽빽하게 자라나지만, 낮으면 화본식물은 더 듬성듬성하고 깊은 뿌리 체계를 형성하는 경향이 있다. 그래서 건조한 토양에서는 옆으로 퍼지는 분얼을 지탱할 옆으로 자라난 뿌리가 없기 때문에 분얼을 크게 할 수 없다.
이삭을 맺지 않는 분얼을 무효분얼이라고 한다.

## 같이 보기
- 수관 (식물)